# Rui Moreira Lima
Rui Barbosa Moreira Lima (Colinas, 12 de junho de 1919 — Rio de Janeiro, 13 de agosto de 2013) foi um piloto militar de caça e Tenente-brigadeiro-do-ar brasileiro. Foi o criador do lema do 1º Grupo de Aviação de Caça (Senta a Púa!). Até o início de 2013, era um dos três únicos pilotos veteranos da participação brasileira na Segunda Guerra Mundial ainda vivos.
Moreira Lima atuou ao lado dos militares legalistas que se opuseram ao Golpe de 1964, tendo sido perseguido e torturado pela ditadura militar, além de ser preso três vezes e cassado pelo AI-1.

## Carreira
Foi o piloto de combate da esquadrilha verde no 1° Grupo de Aviação de Caça (GAvCa) da Força Aérea Brasileira durante a Segunda Guerra Mundial. Durante o combate, executou 94 missões. A primeira aconteceu em 6 de novembro de 1944 e a última em 1 de maio de 1945.
Além disso, foi comandante da Base Aérea de Santa Cruz entre 14 de agosto de 1962 e 2 de abril de 1964, quando foi afastado após o golpe militar. Foi cassado e preso pela Ditadura militar no Brasil (1964–1985). Foi posteriormente anistiado.
É o autor do livro Senta a Pua!, no qual conta as memórias dos combates no teatro de operações na Itália. Posteriormente, o livro ganhou uma versão em documentário, com o mesmo nome.
Em seu último livro, Rui Moreira Lima: O Diário de Guerra (Editora Adler, 2008), narra todas as suas missões na Segunda Guerra Mundial.
Em 24 de Maio de 2016, recebeu promoção post mortem a Tenente-brigadeiro-do-ar.

## Perseguição política
Após o Golpe Militar de 1964, Rui Moreira Lima passou a ser perseguido pelo novo regime. Acusado de ser comunista, ele foi preso três vezes ao longo da ditadura militar. Em sua primeira detenção, foi colocado no porão do navio de tropa Barroso Pereira, próximo à Ilha Fiscal, onde sofreu torturas físicas e psicológicas. Mais tarde, foi novamente encarcerado, ficando em total isolamento por três meses no quartel da 3ª Zona Aérea. Mesmo sem provas concretas contra ele, teve sua carreira interrompida e seus direitos cassados pelo regime.
Foi alvo constante da repressão política, sendo preso em três ocasiões diferentes ao longo da ditadura. Seu caso tornou-se ainda mais grave em 1970, quando tanto ele quanto seu filho foram vítimas de sequestro por agentes do regime.
Moreira Lima dedicou seus últimos anos à luta pela reconstituição histórica e pela justiça em relação aos abusos cometidos pelo Estado brasileiro durante a ditadura. Ele teve um papel relevante em 2012 na Comissão Nacional da Verdade, contribuindo com depoimentos sobre as perseguições sofridas por militares que se opuseram ao regime. Seu testemunho ajudou a esclarecer as práticas repressivas do período e a promover a reabilitação da memória dos militares cassados injustamente.

## Condecorações
- Cruz de Aviação Fita A
- Medalha da Campanha da Itália
- Medalha da Campanha do Atlântico Sul
- Citação Presidencial de Unidade - coletiva (EUA)

## Livros
- Senta a pua! Editora Biblioteca do Exército, 1980.
- Rui Moreira Lima: O Diário de Guerra. Editora Adler, 2008.